# Campeonato de España de croquet GC por equipos
El Campeonato de España de croquet GC por equipos es una competición de croquet que tiene lugar cada año en España organizada por la Federación Española de Croquet.
Se celebra desde el año 2016.

## Campeones
| Año  | Equipo                                                                 |
| 2016 | Real Club de Golf Vista Hermosa                                        |
| 2017 | Real Club de Golf Vista Hermosa                                        |
| 2018 | Archivo:Flag of RSHECC.png Real Sociedad Hípica Española Club de Campo |
| 2019 | Archivo:Flag of RSHECC.png Real Sociedad Hípica Española Club de Campo |
| 2021 | Archivo:Flag of RSHECC.png Real Sociedad Hípica Española Club de Campo |
| 2022 | Archivo:Flag of RSHECC.png Real Sociedad Hípica Española Club de Campo |
| 2023 | Real Club de la Puerta de Hierro                                       |
| 2024 | Real Club de la Puerta de Hierro                                       |
| 2025 | Real Club de la Puerta de Hierro                                       |